# 市川崑
市川崑（1915年11月20日—2008年2月13日），日本著名電影導演，與黑澤明、木下惠介、小林正樹並稱日本影壇四騎士。以推理小說家橫溝正史的《金田一耕助》系列為劇本拍成的電影以絢爛的画面、緊凑的劇情大受歡迎。
2006年，岩井俊二拍摄了以市川崑一生经历为主题的纪录片《市川崑物语》。

## 生平
最先在東寶卡通棚工作，後來作為助理導演多年。到了新東寶後升任導演。
2008年（平成20年）2月13日上午1時55分、因肺炎於東京都内醫院病逝。享年94歲(満92歳没)。

## 作品
作品一大部分都來自日本文學作品的改编，如《金閣寺》、《鍵》、《我是貓》、《細雪》等。电影剧本的改编都由他的夫人和田夏十完成。
獨特的影像呈現魅力，對日後的導演發生了很大的影响，如庵野秀明、塚本晉也、小西康陽等。
《緬甸的竪琴》（改編自竹山道雄原作）是其成名之作，敘述一位日軍在緬甸逃兵出世為僧彈著豎琴沿途超度戰場屍骨，獲得國際好評。

## 推理電影的影響
市川崑改編過大量推理小說家橫溝正史的「金田一耕助」系列小說為電影，包括《犬神家一族》、《獄門島》、《八墓村》等，對日本推理電影有深遠影響。

## 電影作品
- 《花開》（－「眞知子」より－ 花ひらく）（1948年、新東宝）
- 《三百六十五夜 東京篇・大阪篇》（1948年、新東宝）
- 《人間模様》（1949年、新東宝）
- 《無止境的熱情》（1949年、新世紀プロ＝新東宝）
- 《銀座三四郎》（1950年、新東宝＝青柳プロ）
- 《熱泥地》（1950年、新東宝}}）
- 《曉之追跡》（1950年、田中プロ＝新東宝）
- 《夜来香》（1951年、新東宝＝昭映プロ}}）
- 《恋人》（1951年、新東宝＝昭映プロ）
- 《無国籍者》（1951年、昭映プロ＝東横映画）
- 《被偷的愛情》（1951年、新東宝＝青柳プロ）
- 《班加灣梭羅》（1951年、新東宝}}）
- 《結婚行進曲》（1951年、東宝）
- 《幸福先生》（1952年、東宝）
- 《年輕人》（1952年、東宝）
- 《觸脚的女人》（1952年、東宝）
- 《那邊這邊》（1952年、大映京都）
- 《蒲山》（1953年、東宝）
- 《青色革命》（1953年、東宝）
- 《天晴一番手柄 銭形平次的青春》（1953年、東宝）
- 《愛人》（1953年、東宝）
- 《關于我的一切》（1954年、東宝）
- 《億万長者》（1954年、青年俳優クラブ）
- 《女性十二章》（1954年、東宝）
- 《青春怪談》（1955年、日活）
- 《心》（1955年、日活）
- 《緬甸的竪琴 第一部》（1956年、日活）
- 《緬甸的竪琴 第二部》（1956年、日活）※僅存「總集編」
- 《処刑房間》（1956年、大映東京）
- 《日本橋》（1956年、大映東京）
- 《満員電車》（1957年、大映東京）
- 《東北的神武們》（1957年、東宝）
- 《穴》（1957年、大映東京）
- 《炎上》（1958年、大映京都）
- 《再见，你好》（あなたと私の合言葉・さようなら、今日は）（1959年、大映東京）
- 《鍵（日语：鍵 (1959年の映画)）》（1959年、大映東京）
- 《野火》（1959年、大映東京）
- 《女経》（1960年、大映東京）
- 《少爺》（1960年、大映京都）
- 《弟弟》（1960年、大映東京）
- 《黑色十人之女》（1961年、大映東京）
- 《破戒》（1962年、大映京都）
- 《我是二歳》（1962年、大映東京）
- 《雪之丞変化》（1963年、大映京都）
- 《孤獨的太平洋》（1963年、日活・石原プロ）
- 《彩金舞》（ど根性物語 銭の踊り）（1964年、大映東京）
- 《東京世運會》紀錄片（1965年、東京オリンピック映画協会）* 總監督
- 《托波吉就的纽扣戰爭》（1967年、東宝東和）
- 《青春 第50回全国高校野球選手権大会》（1968年、朝日新聞）* 総監督
- 《再次相愛》（1971年、東宝）
- 《時よとまれ 君は美しい －最も速く－》（1973年、デビッド・ウォルパー・プロダクション）※負責男子100M
- 《股旅》（1973年、崑プロ＝ATG）脚本：市川崑・谷川俊太郎
- 《我是貓》（1975年、芸苑社）
- 《妻子與女人之間》（1976年、東宝=芸苑社）* 與豐田四郎共同監督
- 《犬神家一族》（1976年、角川春樹事務所）
- 《惡魔的手毬歌》（1977年、東宝）
- 《獄門島》（1977年、東宝）
- 《火之鳥》（1978年、＝東宝）
- 《女王蜂》（1978年、東宝）
- 《醫院上吊坡之家》（1979年、東宝）
- 《銀河鉄道999》（1979年、東映）* 監修
- 《古都》（1980年、東宝＝ホリ企画）
- 《幸福》（1981年、フォーライフ＝東宝）
- 《細雪》（1983年、東宝）
- 《阿娴》（おはん）（1984年、東宝）
- 《緬甸的豎琴》（1985年、フジテレビ＝博報堂＝キネマ東京）
- 《鹿鳴館》（1986年、MARUGEN-FILM）
- 《電影女優》（1987年、東宝）
- 《竹取物語》（1987年、東宝＝フジテレビ）
- 《鶴》（1988年、東宝）
- 《天河傳說殺人事件》（1991年、東映=《天河傳說殺人事件》製作委員会）
- 《木枯纹次郎的歸来》（1993年、フジテレビ＝C.A.L）
- 《四十七人刺客》（1994年、東宝）
- 《八墓村》（1996年、東宝）
- 《放蕩的平太》（2000年、《どら平太》製作委員会＝日活）
- 《新選組》（2000年、フジテレビ＝メディアポックス）
- 《母親》（2001年、映像京都＝日活＝イマジカ=シナノ企画）
- 《犬神家一族》（2006年、角川映画）
- 《夢十夜》（2007年、バイオタイド＝日活）※負責第二夜

## 外部連結
- （日語） Kon Ichikawa （页面存档备份，存于） at the Japanese Movie Database